# CA Boca Unidos
Club Atlético Boca Unidos jest argentyńskim klubem z siedzibą w mieście Corrientes, stolicy prowincji Corrientes.

## Osiągnięcia
Mistrz ligi prowincjonalnej Liga Correntina de Fútbol (28): 1942 Oficial, 1953 Oficial, 1957 Oficial, 1972 Oficial, 1976 Intermedio, 1977 Oficial, 1977 Clausura, 1978 Clausura, 1980 Clausura, 1981 Oficial, 1981 Intermedio, 1983 Oficial, 1983 Clausura, 1984 Intermedio, 1985 Apertura, 1986 Oficial, 1986 Intermedio, 1987 Oficial, 1987 Clausura, 1989 Hexagonal, 1991 Oficial, 1991 Apertura, 1998 Apertura, 2000 Clausura, 2001 Apertura, 2001 Clausura, 2002 Clausura, 2004 Apertura

## Historia
Klub założony został 27 lipca 1927 roku i gra obecnie w trzeciej lidze argentyńskiej Torneo Argentino A.